# Alex Bisping
 (juillet 2025).
Motif : Article sans source secondaire, notoriété non démontrée, importance des rôles selon WP:NAVI à clarifier
- Archive Wikiwix
- Bing
- Cairn
- DuckDuckGo
- E. Universalis
- Gallica
- Google
- G. Books
- G. News
- G. Scholar
- Persée
- Qwant
- (zh) Baidu
- (ru) Yandex
- (wd) trouver des œuvres sur Wikidata

| 1. | Préciser le motif de la pose du bandeau. | Précisez le motif de la pose du bandeau en utilisant la syntaxe suivante : {{admissibilité à vérifier\|date=juillet 2025\|motif=remplacez ce texte par le motif}}                 |
| 2. | Informer les utilisateurs concernés.     | Pensez à avertir le créateur de l'article, par exemple, en insérant le code ci-dessous sur sa page de discussion : {{subst:avertissement admissibilité à vérifier\|Alex Bisping}} |

Alex Bisping est un acteur québécois.

## Filmographie

### Télévision
- 2000 : Chartrand et Simonne : Ben
- 2000 : Gatsby le Magnifique (The Great Gatsby) : Buchanan's butler
- 2001 : Largo Winch (Largo Winch: The Heir) : Jagger
- 2001 : Varian's War : Second Civilian
- 2002 : Redeemer : Male Nurse
- 2002 : Le Dernier chapitre: La Suite : Plumber
- 2002 : Bunker, le cirque (série télévisée) : Minister of the environment
- 2003 : Les Aventures tumultueuses de Jack Carter (série télévisée) : policier Tremblay
- 2004 : I Do (But I Don't) (TV) : Pastor at Darla's Wedding
- 2005 : 11 Somerset (série télévisée) : Lelande
- 2007 : Alerte tsunamis (en) (Killer Wave) de Bruce McDonald  (mini-série, épisodes 1 et 2)
- 2009 : Kaboum
- 2012 : Bullet in the Face (en) : Un médecin
- 2013 : Les Argonautes : Ulysse
- 2014 : Au secours de Béatrice : Miloslaw Lisowski

### Cinéma
- 1999 : Quand je serai parti... vous vivrez encore : indicateur de Denny
- 2000 : Stardom : Werner Reisecker
- 2000 : La Beauté de Pandore (en) de Charles Binamé : Gilbert
- 2001 : Du pic au cœur : Istvan
- 2002 : Pluto Nash (The Adventures of Pluto Nash) : Ted Jefferies
- 2002 : Le Marais
- 2002 : Les Dangereux : fuyard
- 2002 : Arrête-moi si tu peux (Catch Me If You Can) de Steven Spielberg : policier français
- 2003 : Comment ma mère accoucha de moi durant sa ménopause : gréviste
- 2003 : 20h17 rue Darling : pompier
- 2003 : La grande séduction : avocat
- 2003 : Nez rouge : greffier
- 2004 : Monica la mitraille : Bastien - policier ambulancier
- 2004 : Secrets d'État : service secret britannique #1
- 2004 : Nouvelle-France : major Goodwin
- 2004 : C'est pas moi, c'est l'autre d'Alain Zaloum : fouineur à la vente de garage
- 2005 : La Vie avec mon père : serveur du resto chic
- 2006 : The Woods!
- 2006 : Que le diable m'emporte! (My First Wedding) de Laurent Firode : concierge
- 2006 : La Fontaine (The Fountain)[1] de Darren Aronofsky : Del Toro
- 2008 : Un capitalisme sentimental : Victor
- 2009 : Enfer blanc (Whiteout) de Dominic Sena : aumônier
- 2009 : Nuages sur la ville: Janusz
- 2010 : Die, le châtiment (Die) : le pathologiste
- 2011 : Voyez comme ils dansent de Claude Miller : Louis
- 2012 : L'Empire Bo$$é de Claude Desrosiers : médecin à la Maison Bossé
- 2012 : Un monde à l'envers (Upside Down) de Juan Diego Solanas : gagnant du concours
- 2012 : Tout ce que tu possèdes de Bernard Émond : lecteur polonais (voix)
- 2014 : Bunker de Patrick Boivin : Lepage
- 2015 : La Chambre interdite de Guy Maddin : Harlan
- 2015 : Le Revenant (The Revenant) de Alejandro González Iñárritu : trappeur
- 2017 : Mère! de Darren Aronofsky : esthète
- 2017 : La Vie, ma vie de Mike White : mâle beta #1
- 2017 : Nous sommes les autres : Réal Cousineau
- 2017 : Le chant des noms[réf. nécessaire]' (Le Prodige inconnu) de François Girard : chauffeur de taxi de Varsovie